# Guaymate
Guaymate è un comune della Repubblica Dominicana di 17.324 abitanti, situato nella Provincia di La Romana.